# Nannostomus anduzei
El pececito de Anduzei es la especie Nannostomus anduzei, una especie de peces de la familia Lebiasinidae en el orden de los Characiformes.

## Morfología
Los machos pueden llegar alcanzar los 1,6 cm de longitud total.

## Hábitat
Es un pez de agua dulce que se distribuye por la cuenca alta del río Orinoco, de  clima tropical (24 °C-28 °C).
Se encuentran en Sudamérica: ríos Orinoco y  Ereré (un afluente del río Negro).